# ファーノ・アドリアーノ
ファーノ・アドリアーノ（イタリア語: Fano Adriano）は、イタリア共和国アブルッツォ州テーラモ県にある、人口約300人の基礎自治体（コムーネ）。

## 地理

### 位置・広がり

#### 隣接コムーネ
隣接するコムーネは以下の通り。括弧内のAQはラクイラ県所属を示す。
- クロニャレート
- イーゾラ・デル・グラン・サッソ・ディターリア
- ラークイラ (AQ)
- モントーリオ・アル・ヴォマーノ
- ピエトラカメーラ
- トッシーチャ

## 行政

### 分離集落
ファーノ・アドリアーノには、以下の分離集落（フラツィオーネ）がある。
- Cerqueto, Ponte Rio Arno, Regimenti, Prato Selva